# 钱铭
钱铭（1964年4月—），浙江嘉兴人，汉族，中国共产党党员。中华人民共和国政治人物、第十三届全国人民代表大会河南省代表。中国铁路郑州局集团董事长兼党委书记。

## 生平
2018年，钱铭被选为河南省出席第十三届全国人民代表大会代表。